# The Ex
The Ex — анархистская арт-панк-группа из Нидерландов. Группа образована в 1979, выпустила с тех пор более 20 студийных альбомов.

## История
За эти годы стиль The Ex претерпевал многократные изменения. От lo-fi анархо-панк композиций группа перешла к достаточно сложной, экспериментальной панк-рок музыке с элементами джаза. На стиль The Ex, помимо панк-музыки, оказала влияние турецкая и венгерская фолк-музыка, а позже и музыка Конго, Эфиопии и Эритреи.

## Дискография

### Альбомы
- 1980 Disturbing Domestic Peace (LP)
- 1982 History is What’s Happening (LP)
- 1983 Tumult (LP)
- 1984 Blueprints for a Blackout (2xLP)
- 1985 Support the Miners' Strike
- 1985 Pay no More than 6 Fr.
- 1985 Pokkeherrie (LP)
- 1987 Too Many Cowboys (2xLP)
- 1987 Antidote Live in Wroclaw (live)
- 1988 Aural Guerilla (LP)
- 1989 Joggers and Smoggers (2xLP)
- 1990 Treat
- 1991 Scrabbling at the Lock (LP с Томом Кора)
- 1993 And the Weathermen Shrug Their Shoulders (LP с Томом Кора)
- 1995 Instant (2xCD)
- 1995 Mudbird Shivers (CD)
- 1998 Starters Alternators (CD)
- 2001 Dizzy Spells (CD)
- 2001 Een Rondje Holland (CD в качество Ex Orkest)
- 2004 Turn (2xCD)
- 2006 Moa Anbessa (CD)
- 2011 Catch My Shoe
- 2018 27 passports

### EPs и синглы
- 1980 All Corpses Smell the Same
- 1980 New Horizons in Retailing
- 1980 Live-Skive
- 1981 Weapons for El Salvador
- 1981 Villa Zuid Moet Blijven
- 1983 Dignity of Labour
- 1983 Gonna Rob the Spermbank
- 1983 The Red Dance Package
- 1984 Enough is Enough
- 1986 1936 — The Spanish Revolution
- 1987 Destroy Fascism!
- 1988 Rara Rap/Contempt
- 1990 Stonestampers Song/Lied Der Steinklopfer
- 1990 Dead Fish
- 1990 Keep on Hoppin'/Crap Rap
- 1991 6.1 Slimy Toad/Jake’s Cake
- 1991 6.2 Ceme Ryne/Millitan
- 1991 6.3 Hidegen Fujnak A Szelek/She Said
- 1991 6.4 Bimhuis 290691
- 1991 6.5 This Song is in English
- 1992 6.6 Euroconfusion/Bird in the Hand
- 1998 In the Fishtank 5
- 2002 In the Fishtank 9